# Gabriel Borra
Gabriel Borra (Ruddervoorde, 5 gennaio 1937 – Bruges, 22 dicembre 2019) è stato un ciclista su strada belga, professionista dal 1958 al 1963. La vittoria più importante in carriera fu il Grand Prix de Denain nel 1960.

## Palmarès
- 1955 (Dilettanti)

Omloop Het Nieuwsblad Espoirs
1ª tappa, 2ª semitappa Ronde van België, Dilettanti (Braine-le-Comte > Sint-Truiden)
Gent - Wevelgem, Dilettatanti
Omloop van de Westhoek (Mem. Steve Vermaut)
Booischot
- 1958 (Carpano, due vittorie)

Elfstedenronde
Tielt-Antwerpen-Tielt
- 1960 (Helyett, una vittoria)

Grand Prix de Denain
- 1961 (Alcyon, due vittorie)

Dwars West-Vlaanderen
1ª tappa Dwars door België (Waregem > Ciney)
- 1962 (Flandria, due vittorie)

Omloop Oost-Vlaanderen
Grand Prix Flandria

### Altri successi
- 1955 (Dilettanti)

Omloop Het Nieuwsblad Espoirs
6ª tappa, 2ª semitappa Ronde van België, Dilettanti (Herent, cronosquadre)
- 1957 (Indipendente)

Criterium di Impe
Omloop Vlaamse Ardennen
- 1958 (Carpano)

Criterium di Diksmuide
Gent-Wevelgem, Indipendente
- 1960 (Helyett)

Criterium di Gistel
- 1962 (Flandria)

Ruddervoorde Koerse

## Piazzamenti

### Classiche monumento
- Milano-Sanremo

1959: 35º
- Giro delle Fiandre

1959: 21º
- Parigi-Roubaix

1958: 56º
1959: 26º
1961: 71º